# 정다은 (배구인)
정다은(鄭多誾)은 대한민국의 배구 선수였다. 현재는 필라테스 강사로 활동중이다. 2009-2010 V리그 1라운드 1순위(구미 한국도로공사 하이패스 제니스)로 프로에 입단하였다. 이후 화성 IBK기업은행 알토스, 수원 현대건설 힐스테이트 순으로 이적하였다.